# Gymnotheca involucrata
Gymnotheca involucrata là một loài thực vật có hoa trong họ Saururaceae. Loài này được C.Pei mô tả khoa học đầu tiên năm 1934.